# Siphona seyrigi
Siphona seyrigi är en tvåvingeart som beskrevs av Louis-Paul Mesnil 1960. Siphona seyrigi ingår i släktet Siphona och familjen parasitflugor.
Artens utbredningsområde är Kanarieöarna. Inga underarter finns listade i Catalogue of Life.